# 자유당 (대한민국)
자유당(自由黨)은 1951년 12월 17일에 대한민국에서 창립된 정당이다. 대통령 이승만을 당수로 하였으며, 장택상 · 이범석 · 장면 · 배은희 · 이기붕 · 함태영, 이갑성, 백성욱이 주요 간부였다. 최초 공화민정회와 5개 정치, 시민단체인 대한청년단, 대한독립촉성국민회(국민회), 대한노동조합총연맹, 농민조합연맹, 대한부인회 등이 연합하여 출범하였다. 여기에 한민당 탈당파, 대한국민당 탈당파, 그리고 원외 자유당을 창당한 조선민족청년단이 추가적으로 참여하였다. 1951년 이후 제1공화국 기간 중 여당으로 존속하였고, 1960년 이후 해체 위기를 겪었으며 일부는 탈당하여 민주공화당으로 건너가기도 했다. 제3공화국에서 극소수 인사만 남은 군소정당으로 존속하다가 신민당에 통합되며 서울특별시 종로구 우정국로 38에 있었다.

## 창당 과정

1951년부터 1961년까지 사용된 자유당 로고

친이승만계 공화민정회와 5개 기간사회단체인 대한청년단, 대한독립촉성국민회(국민회), 대한노동조합총연맹, 농민조합연맹, 대한부인회이 주축이 되어 창당, 조직되었다. 별도로 조선민족청년단 출신인 이범석(李範奭) 등의 원외세력이 원외 친여 세력이 역시 친이승만계 정당인 통일노농당을 발족시키고, 얼마 뒤 자유당으로 당명을 바꿔 두개의 자유당이 한 지도자 아래 탄생하였다.
- 1952년 대한민국 대통령 선거를 앞두고 이승만은 1951년 8월 15일 광복절 경축사를 통해 정당을 조직하겠다는 입장을 밝히고,[10] 1951년 8월 25일 신당 조직에 관한 담화문을 발표하였다.[11] 1951년 8월 31일 주중 대사로 있던 이범석이 귀국하고,[12] 이승만은 이범석에게 신당 창당을 맡겼다.[13] 이것은 이범석의 탄탄한 조선민족청년단 조직 기반을 이용하고 여기에 가장 조직이 큰 5개 사회 단체(국민회, 대한청년단, 대한노동조합총연맹, 농민조합총연맹, 대한부인회)를 자유당 산하 기간 단체로 편입시켰다.[14]
- 1951년 12월 17일 이범석을 중심으로 한 자유당("원외 자유당")이 탄생했다. 그러나 1951년 12월 23일 소장파 의원들이 중심이 된 또 다른 자유당("원내 자유당")이 탄생했다.[15] 원내 자유당은 장면을 리더로 하는 일파와 장택상을 리더로 하는 일파가 존재했고, 원외 자유당은 이범석을 부당수로 선출한다. 원내 자유당과 원외 자유당의 이중적인 구조는 후에 장면의 탈당, 장택상의 탈당 등 연이은 탈당 이후 이승만이 이범석을 평당원화 시키면서 강제로 일치시킨다.

### 1952년 정·부통령 선거
- 1952년 7월 19일 대전에서 전당대회를 개최하고 대통령 후보에 이승만, 부통령 후보에 이범석을 공천하였다. 이승만은 이 전당대회에 메시지를 보내 후보 지명을 하지 말 것과 자유당에서 당수·부당수 이름을 제거해 줄 것을 요청하였다.[16] 그러나 이는 발췌개헌안 자체가 이승만의 연임과 직선을 위한 것이 분명하였다는 것을 인식한다면 또 하나의 흉계와 민의 동원 계획이었음을 시사하는 언명이었다. 직선제 개헌 파동을 전후해 차기에 출마할 의사가 없음을 수 차례 밝혔던 이승만으로서는 자신의 결정을 번의할 것을 요구하는 민의를 전국적으로 일으켜야만 했다. 자유당은 이승만의 재출마를 요구하는 탄원서에 350만명이 서명했다고 주장하였다. 그런 과정을 거쳐 이승만은 1952년 7월 24일 '본의'는 아니지만 민의 압력에 굴복하여 양보했다는 걸 밝히면서 자신의 입후보 등록을 허락하였다.[17]
- 그 계획의 또다른 목적은 이범석의 제거였다. 이제 대통령 직선제 개헌이 이루어진 이상 이범석의 역할은 끝난 것이었다. 이범석은 당선을 확신하고 부통령에 출마하였지만, 이승만은 엉뚱하게도 선거 일주일을 앞두고 아직 입후보 선언도 하지 않았던 목사 함태영을 부통령 후보로 지지한다고 발표하였다. 목사 함태영은 당시 81세로 77세인 이승만보다 네 살 연상이었다. 이는 이승만이 자기보다 나이 많은 연장자를 부통령 후보로 선택함으로써 자기의 후계자 선택을 명백하게 회피했다는 걸 의미한다.[18] 함태영은 자유당 공천이 아닌 무소속 공천으로 부통령 후보자에 입후보하였다.

- 정·부통령 선거에서 자유당 당원으로 이갑성, 백성욱, 정기원(鄭基元)이 동시에 부통령 후보로 출마했다. 결국 자유당의 표는 부통령 후보에서 나뉘어 이갑성은 501,000표, 백성욱은 181,000표, 정기원은 165,000표를 얻었다. 자유당의 표는 부통령 후보에서 갈렸고, 노동운동가 전진한이 대한노총 대표 자격으로 부통령 후보에 출마하여 302,000표를 받았고, 친(親) 이승만 성향의 대한국민당의 임영신까지 부통령 후보로 나서서 19만표를 가져감으로서 이범석은 181만 6,000표로 2위로 낙선하고 말았다. 부통령은 무소속의 함태영이 294만 4,000여 표로 당선되었다.

- 원내자유당의 핵심 지도자였던 장면은 1952년 제2대 대통령 선거에서 일부 원내자유당 의원들이 대통령 후보로 추대하려 했고, 일부는 내각책임제로 전환시킨 뒤의 국무총리로 선출하려 시도하였다. 일치되지 않은 원내자유당 일부 인사들의 반기는 실패했고 이승만의 눈밖에 난 장면은 자유당을 탈당해 1954년 호헌동지회에 참여했다.

## 여당
자유당은 1952년 발췌 개헌을 통해 이승만에게 독재의 길을 터주게 되어 야당과 여론의 크나큰 비난을 받게 되었다. 자유당 창당 초기에 장택상 일파가 당에서 제거된 뒤 이범석의 족청계가 당권을 장악하였다. 그러나 이범석과 민족청년단계열의 영향력을 우려한 이승만은 자유당 공천으로 제3대 부통령 후보로 출마한 이범석 대신 장택상을 시켜 무소속의 함태영을 밀었다. 이후 이승만은 족청을 기반으로 당내 세력을 넓혀가는 이범석을 견제하기 위해, 이범석을 부당수에서 평당원으로 격하시키고, 이기붕을 당내 2인자로 끌어올렸다.
장택상은 1954년 호헌동지회에 참가하였으나 호헌동지회에 속한 민국당 계열 의원들의 조봉암 입당 반대에 실망하여 다시 자유당으로 되돌아왔다. 이범석은 탈당하여 1956년 1월 공화당을 조직했으나 제4대 부통령 후보 출마를 고집하는 바람에 당이 와해되면서 다시 자유당으로 복귀했다.
이승만의 비서 출신으로 야심을 보이지 않던 이기붕이 자유당의 당권을 장악하였고, 이승만에 의해 인위적으로 거세, 세력이 위축되었던 이범석 일파 및 족청계열과 대립하였다.

## 야당화

1963년부터 1970년까지 사용된 자유당 로고

3·15 부정선거와 4·19 혁명 뒤에도 일부 학생과 시민사회단체에서 자유당 후보자들의 공천과 출마를 반대하고, 방해하는 여론까지 존재했으나 자유당은 명맥을 유지하였다. 그러나 자유당을 강력한 반공주의 야당으로 키우려던 미국은 자유당을 포기하고 민주당의 장면을 지지하게 되었다.
자유당은 제5대 총선을 앞두고 당명을 공화당이나 신정당으로 개칭하자거나, 아예 당을 해체하고 모두 무소속으로 선거를 치른 다음 신당을 결성하자는 쪽과 자유당의 당명은 물론 조직도 모두 유지하여 끝까지 당을 수호하자는 쪽으로 나뉘었다. 결국 1960년 6월 12일 임시 전대에서 반대파의 보이콧 속에서 신정당으로의 개명을 통과시키려 했으나, 전대에서 반대 의견이 많아 무산, 자유당은 당명을 지키게 됐다.
이승만 퇴진 후에도 자유당은 제2공화국, 제3공화국 상당기간 동안 야당으로 존재하였다. 1961년 5·16 군사 정변 이후엔 해산됐지만, 1963년 정치활동이 허용되고 나서 민주공화당, 민정당 등에 흡수되었고, 일부는 자유당이라는 당명을 그대로 해 1963년 9월 장택상을 총재로 재창당했다. 그러나 민우당을 창당한 이범석, 정민회를 창당한 변영태, 추풍회를 창당한 오재영, 민주공화당이나 민정당 등 다른 당에 참여한 김법린, 이활 등 자유당은 여러 갈래로 분열된 상태였고, 장택상을 필두로 창당된 자유당은 구 자유당 세력의 일부만을 대표했다. 제6대 총선에서 지역구 후보 41명, 전국구 후보 4명을 내는 등 야당으로 활동했으나 한 명의 당선자도 내지 못하였고, 1964년 장택상의 탈당 이후 겨우 명맥을 유지하였다 (장택상은 이후 민중당, 신한당, 신민당 등 민주당계 정당에 몸담다가 1967년 자유당으로 복당했다.). 제6대 대선 때는 이범석 등을 대통령 후보로 낼 것을 고려하기도 하였으나, 끝내 무산되었고, 제7대 총선에서도 단 한 명의 당선자도 내지 못하며 참패했다. 1970년 신민당에 흡수되어 해체되었다.

## 역대 지도부
| 대수 | 역대 대표 | 직함         | 임기                                | 비고                    |
| ---- | --------- | ------------ | ----------------------------------- | ----------------------- |
| 1    | 이승만    | 당수         | 1952년 3월 20일 ~ 1952년 9월 26일   |                         |
| 2    | 이승만    | 총재         | 1952년 9월 26일 ~ 1955년 5월 10일   |                         |
| 3    | 이승만    | 총재         | 1955년 5월 10일 ~ 1957년 3월 28일   |                         |
| 4    | 이승만    | 총재         | 1957년 3월 28일 ~ 1959년 6월 29일   |                         |
| 5    | 이승만    | 총재         | 1959년 6월 29일 ~ 1960년 4월 24일   | 4.19혁명으로 사퇴       |
| 6    | 조경규    | 대표전권위원 | 1960년 6월 15일 ~ 1961년 5월 16일   | 5.16 쿠데타로 정당 해산 |
| 7    | 장택상    | 수석최고위원 | 1963년 9월 7일 ~ 1964년 일자 미상   |                         |
| 8    | 남송학    | 대표         | 1964년 일자 미상 ~ 1966년 12월 16일 |                         |
| 9    | 이재학    | 의장         | 1966년 12월 16일 ~ 1970년 1월 24일  | 신민당에 흡수합당       |

## 주요 선거 결과

### 대통령 선거
|  | 74.6% |

|  | 70.0% |

|  | 100.0% |

### 부통령 선거
|  | 25.5% |

|  | 7% |

|  | 2.7% |

|  | 2.3% |

|  | 44% |

|  | 79.2% |

### 국회의원 선거
|  | 56.16% |

|  | 36.8% |

|  | 56.16% |

|  | 54.08% |

|  | 42.1% |

|  | 54.08% |

|  | 0.86% |

|  | 2.8% |

|  | 0.86% |

|  | 6.9% |

|  | 5.9% |

|  | 6.9% |

|  | 0% |

|  | 2.9% |

|  | 0% |

|  | 0% |

|  | 3.6% |

|  | 0% |

### 지방선거
| 년도 | 시장  | 읍장   | 면장      | 도의원    | 시의원    | 읍의원      | 면의원          |
| ---- | ----- | ------ | --------- | --------- | --------- | ----------- | --------------- |
| 1952 |       |        |           | 147 / 306 | 114 / 378 | 274 / 1,115 | 4,056 / 16,051  |
| 1956 | 2 / 6 | 8 / 30 | 282 / 544 | 249 / 437 | 157 / 416 | 510 / 990   | 10,823 / 16,051 |

## 역대 전당대회
1951년 12월 23일 원내자유당 발당대회
- 당헌, 강령 채택
- 중앙위원 선출
- 총재에 이승만 대통령 추대
- 대표부의장에 이갑성, 김동성, 김승환 추대

1952년 3월 20일 원외자유당 발당대회
- 당헌, 정강 채택
- 당수 이승만 추대
- 부당수에 이범석 주중화민국대사 추대

1952년 7월 19일 자유당 제2차 전당대회
- 대한민국 제2대 대통령 선거 후보로 이승만 대통령 추대
- 대한민국 제3대 부통령 선거 후보로 이범석 부당수 추대

1952년 9월 26일 자유당 제3차 전당대회
- 당수제 폐지
- 총재에 이승만 대통령 추대

1953년 5월 10일 자유당 제4차 전당대회
- 임원 개선(족청계 축출)

1954년 3월 10일 자유당 제5차 전당대회
- 혁신강화와 당면정책 논의

1955년 5월 10일 자유당 제6차 전당대회
- 총재에 이승만 추대
- 중앙위원회 의장에 이기붕 민의원 의장 추대
- 중앙위원회 부의장에 최순주 민의원 부의장 추대

1956년 3월 5일 자유당 제7차 전당대회
- 대한민국 제3대 대통령 선거 후보로 이승만 대통령 추대
- 대한민국 제4대 부통령 선거 후보로 이기붕 민의원 의장 추대

1957년 3월 28일 자유당 제8차 전당대회
- 당헌개정
- 임원개선
- 기본정책 채택
- 총재에 이승만 추대
- 중앙위원회 의장에 이기붕 의장 추대
- 중앙위원회 부의장에 이재학 민의원 부의장 추대

1959년 6월 29일 자유당 제9차 전당대회
- 총재에 이승만 대통령 추대
- 중앙위원회 의장에 이기붕 의장 추대
- 중앙위원회 부의장에 한희석 민의원 부의장 추대
- 대한민국 제4대 대통령 선거 후보로 이승만 대통령 추대
- 대한민국 제5대 부통령 선거 후보로 이기붕 민의원 의장 추대

1960년 6월 12일 자유당 임시 전당대회
- 민의원 총사퇴 권고 결의

1961년 5월 16일 5.16 쿠데타로 해산
1963년 9월 7일 자유당 창당대회
- 당헌 및 정강,정책 채택
- 수석최고위원에 장택상 전 총리 추대

1966년 12월 16일 자유당 제4차 전당대회
- 의장에 이재학 전 의장 추대

1970년 1월 24일 신민당에 흡수합당

## 같이 보기
- 제1공화국
- 제3공화국
- 민주공화당 - 자유당을 흡수한 정당
- 이승만
- 이범석
- 이기붕
- 장택상
- 장면
- 배은희
- 백성욱
- 이갑성
- 전성천
- 전진한